# Manifestações no Equador em 2022
As manifestações no Equador de 2022, também conhecidas como Greve Nacional no Equador de 2022 (em castelhano:  Paro Nacional en Ecuador de 2022), são uma onda de mobilizações a nível nacional realizadas a partir de 13 de junho de 2022, convocadas por várias organizações sociais, principalmente pela Confederação de Nacionalidades Indígenas do Equador (Conaie), em oposição às políticas do governo de Guillermo Lasso.

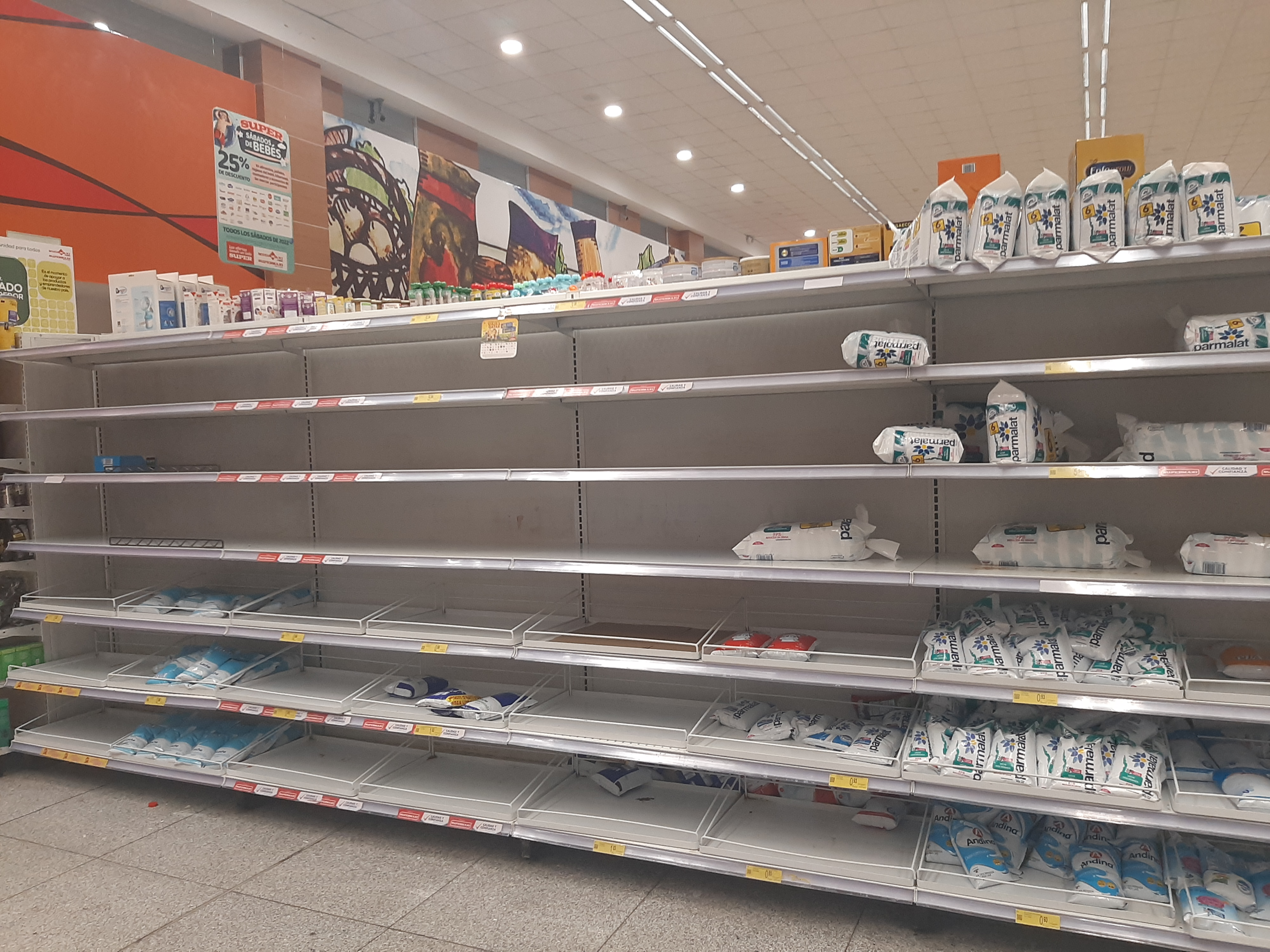
Desabastecimento em supermercado durante as manifestações de 2022.

As mobilizações acontecem após o primeiro ano do governo Lasso, período em que os preços dos combustíveis e da cesta básica familiar aumentaram consideravelmente;  além da intensificação da crise de segurança que assola o país desde o governo de Lenín Moreno. Da mesma forma, destacam-se o desabastecimento e a inoperância do sistema de saúde pública.
Em 18 de junho, o presidente decretou estado de exceção em três províncias do país.
Em 30 de junho, o governo do Equador fez um acordo com as principais lideranças indígenas, mediado pela Igreja Católica no país, apesar da discordância dessas lideranças em certos pontos.